# 罗森贝格 (巴登)
罗森贝格（德語：Rosenberg，發音：[ˈʁoːzn̩bɛʁk]）是德国巴登-符腾堡州卡尔斯鲁厄行政区内卡-奥登林山县的市镇，面积40.94平方千米，人口为人。